# 留德卡涅斯
留德卡涅斯，是西班牙加泰罗尼亚塔拉戈纳省的一个市镇。总面积17平方公里，总人口734人（2001年），人口密度43人/平方公里。